# Association des amis de l'art rupestre saharien
L’Association des amis de l’art rupestre saharien (AARS) est une association loi de 1901 créée en 1991, dont le but est de contribuer à faire mieux connaitre l'existence de l'art rupestre saharien et de réaliser des actions pour sa mise en valeur et sa préservation. Ses axes d'actions prioritaires sont la diffusion des documents, les échanges d'idées et la promotion d’une culture relative à la préservation des sites.

## Historique
L'Association des amis de l’art rupestre saharien a été fondée en 1991 par Alfred Muzzolini (1922 - 2003). Alfred Muzzolini était un spécialiste de la préhistoire et un géologue, dont les  recherches portaient sur les figurations rupestres, l'évolution des climats au Sahara et  l'origine des animaux domestiques africains. L'association est présidée aujourd'hui par Jean-Loïc Le Quellec, directeur de recherche émérite au CNRS,.

## Affiliation
L’AARS est membre de l’IFRAO, International Federation of Rock Art Organizations (en).

## Publications
L'association édite notamment  Les Cahiers de l’AARS, publication annuelle consacrée aux arts rupestres du Sahara  (ISSN 1627-2773).